# Alcorcón
Alcorcón je město v metropolitní oblasti Madridu ve Španělsku, asi 13 km jihozápadně od hlavního města. Rozkládá se na ploše o 33,7 km čtverečních a má přibližně 174 tisíc obyvatel.
Na počátku historické doby byla oblast osídlena keltoiberskými Carpetany, pak Římany a pak západními Góty. První zmínka o obci je z 28. července 1208. Obec byla nevýznamná až do 16. století, kdy sem skupina mnichů z regionu La Rioja přinesla ostatky sv. Dominika de la Calzada (žil v 11. století) a založila klášter Santo Domingo de la Ribota. Stavba současného kostela Santa María la Blanca byla zahájena koncem 16. století a dokončena v 18. století. 
V Alcorcónu se nachází fakulta medicíny univerzity krále Juana Carlose. Z města pochází také řada umělců, včetně komika Mariana Mariana, Petra Corza a J. Navaluengase.

## Doprava
Město je obsluhováno linkou 12 madridského metra (Metrosur), která zastavuje v Alcorcónu ve stanicích Puerta del Sur, Parque Lisboa, Alcorcón Central a Parque Oeste, a linkou 10 (stanice Puerta del Sur a Joaquín Vilumbrales). Ve stanici Alcorcón Central zastavují také příměstské vlaky Cercanías linky C-5.
Městem prochází dálnice A5 spojující Madrid s Extremadurou a portugalským Lisabonem a dálniční okruh M50.